# ARD

Логотип компанії

Карта 9-ти регіональних земельних каналів ARD

ARD (нім. «Arbeitsgemeinschaft der öffentlich-rechtlichen Rundfunkanstalten der Bundesrepublik Deutschland» — «Асоціація суспільного мовлення Федеративної Республіки Німеччина») — найбільший телерадіоконсорціум Німеччини. Головне завдання каналу — інформувати, навчати, консультувати та розважати глядачів. Сигнал призначається для всіх верств населення й усіх вікових груп в некодованому вигляді. ARD є невід'ємною частиною культурного життя Німеччини через те, що робить важливий внесок для суспільства, урізноманітнює погляди, забезпечує демократію та інтеграцію.
Для радіо, телебачення та Інтернету ARD розробив власні критерії якості. До них належать об'єктивність та незалежність, професіоналізм та своєчасність.
ARD підтримує такі оригінальні формати, як спектакль, телевізійний художній і документальний фільм та проводить щорічні тематичні тижні.
До асоціації входять 9 регіональних (земельних) компаній мовлення:
- NDR (Norddeutscher Rundfunk — «Північно-німецьке мовлення») — Шлезвіг-Гольштайн, Гамбург, Мекленбург — Передня Померанія, Нижня Саксонія (штаб-квартира редакції: Гамбург)
- RBB (Rundfunk Berlin-Brandenburg) — місто-земля Берлін, земля Бранденбург (редакції: Берлін, Потсдам)
- mdr (Mitteldeutscher Rundfunk — «Середньо-німецьке мовлення»), землі: Саксонія Саксонія-Ангальт (редакція: Ляйпціг)
- BR (Bayerischer Rundfunk — «Баварське мовлення») — Мюнхен
- SWR (Südwestrundfunk — «Південно-західне мовлення») — Баден-Вюртемберг (редакції: Штутгарт, Баден-Баден, Майнц)
- Hr (Hessischer Rundfunk — «Гессенське мовлення») — Гессен (редакція: Франкфурт-на-Майні)
- SR (Saarländischer Rundfunk — «Саарландське мовлення») — (редакції: Хальберг та Саарбрюкен)
- WDR (Westdeutscher Rundfunk «Західно-німецьке мовлення») — Північний Рейн-Вестфалія (редакція: Кельн)
- RB (Radio Bremen) — редакція: Бремен

Дев'ять земельних радіо-і телекомпаній ARD мають в загальній кількості близько 23 000 співробітників, які виробляють  11 телевізійних програм, 55 програм радіомовлення. Загальний бюджет дев'яти установ становить близько 6,3 млрд євро на рік.

## Історія

### Період розколу Німеччини (1949—1990)
| Дата            | Подія |
| --------------- | --- |
| 1950            | NWDR, SWR, SDR, Баварське радіо, Гессенське радіо і Радіо Бремена — всі радіокомпанії об'єдналися у Робочу співдружність публічно-правових радіокомпаній Німеччини за прикладом аналогічних в Швейцарії та Бельгії. |
| 1950            | Баварське радіо, Гессенське радіо, SDR і NWDR запустили свої другі радіоканали — Bayern 2, hr2, SDR 2 і NWDR 2 |
| 1952            | Радіо Бремена обзавелося другим радіоканалом — «Bremen Zwei» |
| 1953            | Другими каналами SWF і RIAS стали SWF 2 і RIAS 2 |
| 21.12.1952      | MDR і BERU запустили телеканал Німецьке телемовлення (DFF), який претендував на роль загальнонімецького, але охоплював тільки колишню Радянську зону окупації Німеччини і Радянський окупаційний сектор Берліна. |
| 25.12.1952      | На першій німецькій телевізійній частоті розпочав мовлення телеканал «NWDR-Fernsehen», мовлення якого охоплювало колишню Британську зону окупації. |
| 1953            | ARD запустило іншомовний радіоканал «Німецька хвиля» (Deutsche Welle, DW) |
| 1953            | BERU запустила радіоканал «Berlin 2» |
| 1954            | З NWDR була виділена західноберлінська телерадіокомпанія Sender Freies Berlin (SFB), були запущені радіоканали «SFB 1» і «SFB 2» |
| 1.11.1954       | На першій телевізійній частоті замість NWDR-Fernsehen ARD запустило канал «Deutsches Fernsehen», мовлення якого охоплювало всю територію ФРН |
| 1955            | MDR була ліквідована. Berlin 2 була перейменована в Radio DDR, яка була виділена з BERU в окрему радіокомпанію «Rundfunk der DDR». Зона мовлення «Rundfunk der DDR» була поширена на всю колишню Радянську зону окупації, а зона мовлення BERU була обмежена територією Берліна |
| 1956            | NWDR був розділений на Північно-німецьке радіомовлення (NDR) і Західно-німецьке радіомовлення (WDR). Частота NWDR 1 перейшла в NDR 1 і WDR 1. Частота NWDR 2 перейшла в NDR 2 і WDR 2 |
| 1957            | До ARD приєдналося Саарське радіо |
| 1.05.1961       | ARD робить першу спробу перейти до двопрограмного телемовлення. На другій телевізійній частоті запускається канал ARD 2 |
| 1.04.1963       | ARD 2 був закритий, а його частота була передана каналу «Zweites Deutsches Fernsehen» (ZDF) — головному конкуренту ARD |
| Середина 1960-х | На третій телевізійній частоті були запущені ряд регіональних каналів: Südwest 3 (спільний проект SDR, SWF і Саарского радіомовлення, що охоплював Баден-Вюртемберг, Саар і Рейнланд-Пфальц), NDR Fernsehen (спільний проект NDR, Радіо Бремена і SFB, мовлення охоплювало Нижню Саксонію, Шлезвіг-Гольштейн, Гамбург і Бремен), Баварське телебачення (Bayerisches Fernsehen), hessen 3, West 3 (мовлення охоплювало Північну Рейн-Вестфалію) |
| 1956-1990       | NDR обзавелося третім радіоканалом — NDR 3, WDR — WDR 3, Радіо Бремена — «Bremen Drei», Баварське радіо — радіоканалом «Bayern 3», Гессенська радіо — радіоканалом «hr3», SWF — SWF 3, SDR — sdr3, а SFB — SFB 3. Баварське радіо запустило четвертий радіоканал «Bayern 4», WDR — радіоканал WDR 4, Радіо Бремена — радіоканал «Bremen Vier», Гессенська радіо — hr4, SWF — SWF 4, SDR — SDR 4, а SFB — SFB 4                                 |
| 1.01.1984       | У кабельних мережах ZDF запустило свій другий канал — ZDF 2, проте вже 1 грудня того ж року цей телеканал був закритий, а його частота була передана спільному міжнародному супутниковому каналу ARD, ZDF, ORF, SRG, для німців, що проживають поза межами Німеччини — 3sat |
| 29.01.1986      | ARD робить другу спробу перейти до двопрограмного телемовлення — в кабельних мережах запустила телеканал «1 Plus», який був закритий у 1993 р. |

### Період об'єднаної Німеччини (з 1990)
| Дата       | Подія |
| ---------- | --- |
| 1991       | Для Бранденбурга була створена телерадіокомпанія Східно-німецьке радіомовлення Бранденбурга (ORB), а BERU припинила своє існування, передавши свою територію мовлення SFB. В Мекленбурзі стало мовити NDR, телечастоти DFF перейшли Das Erste та ZDF. У тому ж році у ARD увійшли MDR і ORB. SFB 1 була перейменована в «Radio Berlin 88,8», SFB 2 «Radio B Zwei». Замість «SWR 2» і «SDR 22» SWF і SDR запустили радіоканал «S2», замість SDR 4 і SWF 4 — «S4 Baden-Württemberg» і «SWF4 Rheinland-Pfalz» |
| 1992       | Замість SFB 4 і «Rockradio B» SFB і ORB запустили спільний радіоканал — «Fritz» |
| 1.04.1992  | ARD запустила мережу міжнародних супутникових іншомовних каналів — DW TV |
| 20.05.1992 | ARD, ZDF, France Television, Radio France і Національний аудівізуальна інститут Франції запустили німецькомовний міжнародний супутниковий канал Arte |
| 1995       | WDR 1 в ефірі була замінена радіоканалом «1 Live», «WDR 2» з музичної програми була реорганізована в інформаційну |
| 30.08.1997 | ARD зробив третю спробу перейти до двопрограмного телемовлення — було відновлено мовлення EinsPlus, яке увійшло в супутникову платформу разом з запущеними тоді ж каналами — Einsfestival і Tagesschau24, а 7 січня 1998 року до них додався ARD-alpha |
| 1997       | Замість «Radio B Zwei» і «Radio Brandenburg» SFB і ORB запустили спільний радіоканал «Radio Eins», а замість SFB 3 — «Radio 3» |
| 1998       | SWF і SDR об'єднались в Південно-західне радіомовлення (SWR), частоти SWF 1 і SDR 1 зайняв радіоканал SWR 1, частоту S2 — SWR 2, SWF 3 і SDR 3 — SWR 3, «S4 Baden-Württemberg» і «SWF4 Rheinland-Pfalz» — SWF 4 |
| 2001       | Замість «Bremen Zwei» Радіо Бремена і NDR запустили спільний радіоканал «Nordwestradio», замість «Bremen Drei» Радіо Бремена вже спільно з WDR запустила радіоканал «Funkhaus Europa» |
| 2003       | ORB і SFB об'єдналися в Радіо Берліна-Бранденбурга (Rundfunk Berlin-Brandenburg, rbb) |
| 30.07.2009 | Припинили мовлення аналогові ефірні дублі всіх телеканалів ARD |

## Управління та фінансування

### Управління
Вищий орган ARD — загальні збори (Mitgliederversammlung), до яких входять всі генеральні директори міжрегіональних телерадіокомпаній. Вища посадова особа — голова (Vorsitzender), що обирається зі свого складу загальними зборами терміном на 1 рік.
ARD є союзом 2 загальнонімецьких і 9 міжрегіональних (Landesrundfunkanstalten) телерадіокомпаній:
1. Deutsches Fernsehen
2. Deutsche Welle (DW)
3. Bayerischer Rundfunk (BR) (Баварія)
4. Hessischer Rundfunk (hr) (Гессен)
5. Mitteldeutscher Rundfunk (MDR) (Саксонія-Ангальт, Саксонія, Тюрингія)
6. Norddeutscher Rundfunk (NDR) (Гамбург, Нижня Саксонія, Шлезвіг-Гольщтейн, Мекленбург-Передня Померанія)
7. Radio Bremen (RB) (Бремен)
8. Rundfunk Berlin-Brandenburg (RBB) (Бранденбург, Берлін)
9. Saarländischer Rundfunk (SR) (Саар)
10. Südwestrundfunk (SWR) (Баден, Вюртемберг, Рейнланд-Пфальц)
11. Westdeutscher Rundfunk (WDR) (Північний Рейн-Вестфалія)

Кожна з цих телерадіокомпаній є суспільно-правовою установою (Anstalt des öffentlichen Rechts) і не має акціонерів. Вищим органом міжрегіональної телерадіокомпанії є мовна рада (Rundfunkrat), члени якої делегуються громадськими організаціями (партіями, профспілками, церквами і т. д.), виконавчий орган — адміністративна рада (Verwaltungsrat), яка обирається мовною радою та вища посадова особа — генеральний директор (Інтенданта), який обирається мовною радою.

### Фінансування
Основне джерело доходу публічного мовлення Німеччини — це податок за його користування, розмір якого встановлюється на федеральному рівні.
Цей податок відрізняється від загального податку, який сплачують всі платники. Абонентну плату спочатку збирала Федеральна пошта, а нині — спеціальний орган — GEZ — Gebuehreneinzugszentrale (ГЕЦ — Центр стягнення податків). Він має статус публічно-правового неправоздатного адміністративного об'єднання. GEZ підтримується всіма публічними земельними телерадіокомпаніями і ARD включно.
Сучасний алгоритм сплати податку був введений з 2013 р. Тепер кожна сім'я сплачує 17,98 євро на місяць без диференціації на радіо або телеспоживання (До реформи платники податків сплачували 17,98 євро за телеспоживання, 5,76 євро — за користування радіо. При цьому сплачувати слід було за кожний теле-, радіопристрій, який був наявний в оселі). Наразі не має значення, які або скільки пристроїв наявні в оселі, адже тариф фіксується на кожне житло сім'ї. Не оподатковуються номери в гуртожитках, школах-інтернатах, казармах та нежитлових приміщеннях.
Інший спосіб поповнення бюджету публічно-правового телерадіомовлення — це доходи від реклами. Таке змішане фінансування забезпечує більшу незалежність. Для ARD загальний обсяг реклами обмежується 20 хвилинами у будні. Рекламні ролики заборонено транслювати у вихідні та святкові дні, а також після основного блоку новин о 20:00. До інших заборон належать реклама спиртних напоїв і тютюнових виробів. Категорично заборонена прихована реклама, а також «телешоппінг». Послуги для дітей також позбавлені реклами.

## ARD та світ
ARD  має потужну базу кореспондентів в країні та за її межами, які забезпечують якісне висвітлення регіональних, державних та національних подій. Парламентські вибори й економічні кризи, стихійні лиха, воєнні конфлікти й теракти — про це та інше передають більш, ніж 100 зарубіжних кореспондентів в 30 зарубіжних студіях ARD по всьому світі.

## Медіа-активи
На сьогодні ARD випускає перший федеральний канал німецького телебачення ARD «Das Erste», одинадцять місцевих каналів телебачення, а також здійснює мовлення через мережу з понад п'ятдесяти радіостанцій.

### Канали
- Das Erste — Перший суспільний (державний) канал телебачення та радіомовлення Німеччини або скорочено: «1-й»
- Tagesschau — 10-хвилинні випуски новин щогодини вдень та 15-хвилинні випуски о 17.00 та 20.00
- Bayerisches Fernsehen, hr-fernsehen, SWR Fernsehen, WDR Fernsehen, NDR Fernsehen, MDR Fernsehen, rbb Fernsehe — регіональні канали

Мовлять через ДМХ (DVB-T, раніше через аналогове ефірне телебачення), через кабельне, супутникове телебачення та інтернет (IPTV і web-tv) на 1 і 3 каналі.

### HD-канали
- Das Erste HD веде мовлення через ті ж джерела, що і попередні, але на другорядній частоті.

### Міжнародні канали
- 3sat (спільний з ZDF, ORF і SRG) (німецькомовний)
- Arte (спільний з France Televisions)
- DW Arabia
- DW Amerika
- DW Asien (німецькомовний)
- DW Europe
- DW Latinoamérica (іспаномовний)
- DW (англомовний)

Мовлять через супутникове телебачення та інтернет (web-tv).

### Спеціалізовані канали
- tagesschau24 — інформаційний канал
- Einsfestival
- EinsPlus
- KiKA — дитячий канал, спільне виробництво з ZDF
- Phoenix — документальний канал, спільне виробництво з ZDF

Мовлять через ДМХ (DVB-T), кабельне, супутникове телебачення, інтернет (web-tv і IPTV), на другорядних частотах.

### Радіостанції
- Bayern 1, hr1, SWR1, Bremen Eins, NDR 1 Niedersachsen, NDR 90,3, NDR 1 Welle Nord, NDR 1 Radio MV, 1 Live Radio Berlin 88,8, Antenne Brandenburg, MDR 1 Radio Sachsen, MDR Sachsen-Anhalt, MDR Thüringen — міжрегіональні та регіональні канали широкого формату;
- Bayern 2, hr2-kultur, SWR2, NDR Kultur, Nordwestradio, MDR Figaro, Kulturradio, WDR 3 — міжрегіональні радіостанції, що спеціалізуються на програмах про культуру;
- Bayern 3, hr3, SWR3, NDR 2, Bremen Vier, Radio Eins, MDR Jump — міжрегіональні радіостанції, що спеціалізуються на поп-музиці;
- N-Joy, MDR Sputnik, Fritz, Puls, You FM, Dasding, 1 Live — міжрегіональні молодіжні радіостанції.

Всі ці радіостанції доступні через DAB, DVB-T, аналогове радіомовлення, кабельне, супутникове телебачення та інтернет. WDR 2 доступна через СХ.

### Іншомовлення
- Deutsche Welle — доступна через супутникове телебачення та інтернет.

### Спеціалізовані радіостанції
- B5 aktuell, hr-info, SWRinfo, RB5, NDR Info, MDR Info, Inforadio, WDR 2 — міжрегіональні інформаційні радіостанції
- Баварська радіостанція класичної музики (BR-Klassik), hr4, SWR4, WDR 4 — міжрегіональні радіостанції спеціалізуються на класичній музиці

Доступні через DAB, супутникове телебачення та інтернет.

### ARD в інтернеті
ARD має свій інтернет-портал:.ARD.de, в якому робиться акцент на новинах, спорті, біржі, порадах, знаннях і культурі. Також у ARD є  власний канал на YouTube.

## ARD і культура
ARD  пропонує весь спектр культурних розваг — від великої опери та поп-концертів, до екранізації літератури та звукових інсталяцій. За допомогою ARD щорічно організовується більше 1000 концертів радіоансамблів — великих груп, хорів та симфонічних оркестрів. Такі заходи транслюються в прямому ефірі, або ж із затримкою на Баварській радіостанції класичної музики та MDR KLASSIK. Крім того, існує масштабний радіоспектакль який пропонує до прослуховування джаз, класичну музику, новітні мотиви з експериментальним звучанням, поетичні читання та літературні випуски. Культурні ТВ програми на ARTE і 3sat та культурні випуски на першій та третій програмах радіо повідомляють про всі аспекти культури та мистецтва. Існують онлайн-додатки  radio.ARD.de та kultur.ARD.de для користувачів комп'ютерів, планшетів та смартфонів.
Без ARD навряд чи можливо було б  уявити існування сучасних літературних і музичних конкурсів, підтримку молодих колективів, режисерів та авторів. Також канал багато разів ставав учасником кіновиробництва оскароносних фільмів таких, як «Liebe», «Cloud Atlas», «Die andere Heimat» та «Der Medicus».

## ARD і спорт
Світові рекорди та досягнення, переможці й переможені, голи й пенальті — спорт в ARD — це огляд європейських чемпіонатів, Олімпійських ігор та Параолімпійських ігор, масових та інших видів спорту. «Живі» репортажі у спортивному шоу на Першому каналі можна дивитися в суботу опівдні.
Sportschau.de пропонує Live-Ticker та мультимедійні формати.

## Знання і поради від ARD
Алгоритми виходу з фінансової кризи, поради щодо здоров'я, харчування і просто поради на кожен день — ARD має велику кількість пропозицій для своїх глядачів (випуск на телебаченні на Першому), слухачів радіо та користувачів Інтернету.
ARD alpha — мультимедійний освітній канал з трансляцією інформації про науку, освіту, культуру і духовну історію.
Wissen.ARD.de  транслює матеріали зі світу науки.
DRadio — цифрове радіо та радіо-онлайн, що орієнтується на молодь — її смаки та потреби.
Для людей з обмеженими можливостями ARD зробив доступними на своїх каналах субтитри та аудіо опис.

## Найпопулярніші програми
Найпопулярніша мильна опера Європи «Штурм любові».
Популярний у всьому світі серіал «Турецька для початківців».

## Відомі співробітники
Ханс-Дітер Кронцукер — журналіст і телеведучий
Рорі Пек — незалежний репортер і оператор
Єва Герман — ведуча програми новин «Tagesschau»
Петер Шолл-Латур — кореспондент і програмний директор
Харальд Шмідт — актор, кабаретист, телеведучий і письменник